# Blue Moon (musikalbum)
Blue Moon är Sofia Talviks debutalbum och släpptes våren 2005.
Skivan producerades av Sofia Talvik och spelades i en källarstudio på Kungsholmen, Stockholm.

## Låtlista
1. Blue Moon
2. Ghosts
3. Stop
4. Tonight
5. Blue Highway
6. Cars
7. When Winter Comes
8. Beautiful Naked
9. Borderlines
10. Odyssey
11. Untradeable
12. She's Leaving